# Cantón de Tournon-Saint-Martin
El cantón de Tournon-Saint-Martin era una división administrativa francesa, que estaba situada en el departamento de Indre y la región de Centro-Valle de Loira.

## Composición
El cantón estaba formado por diez comunas:
- Fontgombault
- Lingé
- Lurais
- Lureuil
- Martizay
- Mérigny
- Néons-sur-Creuse
- Preuilly-la-Ville
- Sauzelles
- Tournon-Saint-Martin

## Supresión del cantón de Tournon-Saint-Martin
En aplicación del Decreto n.º 2014-178 de 18 de febrero de 2014, el cantón de Tournon-Saint-Martin fue suprimido el 22 de marzo de 2015 y sus 10 comunas pasaron a formar parte del nuevo cantón de Le Blanc.